# Аррон, Кристина
Кристин(а) Аррон (фр. Christine Arron, род. 13 сентября 1973 года) — французская легкоатлетка, которая выступала в беге на короткие дистанции, чемпионка мира и Европы, призёр Олимпийских игр 2004 года.
Первых крупных успехов на международной арене добилась в 1997 году. В настоящее время является рекордсменом Франции в беге на 60 и 100 метров. В 2003 году стала чемпионкой Франции в беге на 100 метров. В 2004, 2005 и 2006 годах выигрывала чемпионат Франции на дистанции 60 метров. Победительница международных соревнований Internationales Stadionfest в Берлине в 2005 году. Первое место в беге на 100 метров на мемориале Ван-Дамма 2005 года. Обладательница рекорда Европы в беге на 100 метров — 10,73. Также, её личный рекорд ставит её на 4-е место в списке самых быстрых женщин планеты за всё время. Лучший легкоатлет Европы 1998 года.
В 2002 году родила сына. Двоюродный брат Рони Мартиас является профессиональным велосипедистом.

## Достижения
| Год  | Соревнование               | Город     | Место | Дисциплина            | Время |
| ---- | -------------------------- | --------- | ----- | --------------------- | ----- |
| 1997 | Чемпионат мира             | Афины     | 4-е   | 100 метров            | 11,05 |
| 1997 | Чемпионат мира             | Афины     | 3-е   | Эстафета 4×100 метров | 42,21 |
| 1998 | Чемпионат Европы           | Будапешт  | 1-е   | 100 метров            | 10,73 |
| 1998 | Чемпионат Европы           | Будапешт  | 1-е   | Эстафета 4×100 метров | 42,56 |
| 1999 | Чемпионат мира             | Севилья   | 6-е   | 100 метров            | 10,97 |
| 1999 | Чемпионат мира             | Севилья   | 2-е   | Эстафета 4×100 метров | 42,06 |
| 2000 | Олимпийские игры           | Сидней    | 4-е   | Эстафета 4×100 метров |       |
| 2003 | Чемпионат мира             | Париж     | 5-е   | 100 метров            | 11,06 |
| 2003 | Чемпионат мира             | Париж     | 1-е   | Эстафета 4×100 метров | 41,78 |
| 2004 | Чемпионат мира в помещении | Будапешт  | 7-е   | 60 метров             | 7,21  |
| 2004 | Олимпийские игры           | Афины     | 3-е   | Эстафета 4×100 метров | 42,54 |
| 2005 | Чемпионат мира             | Хельсинки | 3-е   | 100 метров            | 10,98 |
| 2005 | Чемпионат мира             | Хельсинки | 3-е   | 200 метров            | 22,31 |
| 2005 | Чемпионат мира             | Хельсинки | 4-е   | Эстафета 4×100 метров | 42,84 |
| 2006 | Чемпионат мира в помещении | Москва    | 4-е   | 60 метров             | 7,13  |
| 2007 | Чемпионат мира             | Осака     | 6-е   | 100 метров            | 11,08 |
| 2010 | Чемпионат Европы           | Барселона | 8-е   | 100 метров            | 11,37 |
| 2010 | Чемпионат Европы           | Барселона | 2-е   | Эстафета 4×100 метров | 42,45 |